# 알벤다졸
알벤다졸(albendazole, albendazolum)은 다양한 기생충 감염을 치료하기 위해 사용되는 약물이다. 편모충증, 편충증, 필라리아병, 신경낭미충증, 포충증, 요충증, 회충증 등에 유용하다. 구강으로 복용한다.
일반적인 부작용으로는 메스꺼움, 복통, 두통이 포함된다. 잠재적으로 심각한 부작용으로는 골수 억제가 포함되며 보통 약물을 중단할 때 개선된다. 간의 염증이 보고되었으며 간 질환 이력이 있는 사람에게는 더 큰 위험이 닥칠 수 있다. 미국에서는 임신 분류 C, 오스트레일리아에서는 분류 D이며 이는 임신한 여성이 섭취할 경우 피해가 있음을 의미한다. 알벤다졸은 폭넓은 효능을 지닌 벤조이미다졸형 항기생충 작용제이다.
알벤다졸은 1975년 개발되었다. 의료제도에 필수적인 가장 효과적이고 안전한 의약품 목록인 WHO 필수 의약품 목록에 등재되어 있다. 개발도상국의 도매가는 한 도스 당 0.01 ~ 0.06 USD 사이이다. 그러나 미국에서는 매우 비싼 편인데, 2015년 기준으로 비용은 도스 당 약 201 USD에 달한다.

## 의학적 이용
알벤다졸은 다음의 치료에 효 과적이다:
- 편형동물
  - 간질증[3]
  - 조충류[9]
    - 낭충증[10]
    - 간, 허파, 복막의 포충병(echinococcosis)[10][11]
- 선형동물
  - 회충증[12][13]
  - 아프리카너구리회충증[3]
  - 요충증[12]
  - 필라리아병[3][14]
  - 악구충증[3] 알벤다졸은 이버멕틴과 비슷한 효과를 내지만 이버멕틴의 경우 이틀, 알벤다졸은 21일이 필요하다.[15]
  - 식도충증[3]
  - 십이지장충,[12]
  - 장모세선충증[12]
  - 만소넬라증[15]
  - 외소파고스토뭄[3]
  - 간충증[12] (이버멕틴 또는 티아벤다졸의 대안)[3][16]
  - 톡소카라증[3]
  - 선모충병[9] 또는 T. pseudospiralis.
  - 모양선충[3][12] 치료 시 1도스만으로 충분하다.[14]
  - 편충증[12](메벤다졸의 대안)[3][9] 1도스(dose)의 알벤다졸만 필요하다.[13] 이버멕틴과 함께 투여할 수도 있다.[17]
- 편모충증[3][18]
- 미포자충증[3][18]
- 육아종 아메바성 뇌염[19]
- 절지동물
  - 옴[19]
  - 머릿니[19]
  - 승저증[20]

## 같이 보기
- 메벤다졸